# Skagen Naturhistoriske Museum
Skagen Naturhistorisk Museum er indrettet i den gamle Højen Station, der har været rammen om museets aktiviteter siden 1991.
Museet er privatejet og drives af biologerne Poul Lindhard Hansen og Sanne Christensen. Museets udstillinger er fortrinsvis bygget op, så de informerer om områdets natur, og sommeren igennem arrangeres naturvandringer.
Museet har et stort udvalg af naturalier og fossiler, bl.a. tænder og knogler af mammut og hulebjørn. Endvidere kan museet levere geologiske samlinger af danske sten og ledeblokke til undervisningsbrug samt præparater af forskellige invertebrater og vertebrater til dissektion.